# Пятое измерение
«Пя́тое измере́ние» (англ. Push) — американский научно-фантастический триллер 2009 года, снятый режиссёром Полом Макгиганом.

## Сюжет
Главный герой — Ник Гант (Крис Эванс), молодой человек, чей отец обладал телекинетическими возможностями и, видимо, отказался работать со Службой — организацей, которая контролирует экстрасенсов и отвечающей за эксперименты с людьми со сверхспособностями на протяжении десятилетий.
После уничтожения отца (Ник — телекинетик во втором поколении) Карвером, ведущим агентом Службы, Ник возненавидел эту организацию.
К Нику, скрывающемуся в Гонконге, приходит 13-летняя Кесси (Дакота Фэннинг), провидица, как и Ник — во втором поколении. Её мать — сильнейшая провидица в мире, которую забрали и держат в клинике службисты, пытаясь изучить и взять под контроль её способности; они так одурманили женщину наркотиками, что она и ложки поднять не может.
Кесси заставляет Ника начать борьбу против Службы, найти его девушку, сбежавшую из клиники Службы с чемоданом, в котором якобы лежит 6 млн долл. В ходе событий они собирают группу экстрасенсов, чтобы победить Службу…

## В ролях
- Крис Эванс — Ник Гант (телекинетик)
- Колин Форд — молодой Ник Гант
- Джоэль Гретч — отец Ника (телекин)
- Дакота Фэннинг — Кесси Холмс (провидица)
- Камилла Белль — Кира Хадсон (внушатель)
- Джимон Хонсу — Генри Карвер (службист-внушатель)
- Ли Сяолу — Поп-Гёрл (провидица), сестра крикунов
- Нил Джексон — Агент Виктор Бударин (телекин)
- Клифф Кёртис — Хук Уотерс (преобразователь)
- Минг-На Вен — Эмили У
- Кори Столл — агент Мэк
- Хэл Яманучи — отец Поп-Гёрл

## Виды людей со сверхспособностями
Надзиратели (провидцы) могут предсказывать будущее, некоторые из них — очень детально, а некоторые — расплывчато. Они знают, что нужно изменить, чтобы исход любого события был повёрнут в другую сторону. Знают исход решений: если кто-то решит перейти улицу — Провидец увидит его переходящим улицу. Одна из главных героев — Кесси — Провидица во втором поколении, а её мать — сильнейшая провидица в мире. В начале фильма она обронила стеклянный шарик, который не дал двери закрыться. Таким образом она запустила цепь событий, которая приведёт к уничтожению Службы.
Перемещатели (телекины) способны двигать предметы на расстоянии силой мысли, чаще используют руки как проводники или направляющие. Они двигают предметы на молекулярном уровне, могут замедлить движущийся предмет или ускорить его, создать силовое поле. Главный герой — Ник Гант — телекинетик во втором поколении. Из-за того, что он почти не тренировался, его способность слаба, но в фильме его сила растёт с каждым отброшенным предметом.
Внушатели могут вложить в мозг другого человека любые воспоминания, чувства, отношения к чему-либо и заставить сделать всё, что им нужно, одним лишь взглядом. Более сильные даже не произносят и слова, им достаточно просто кинуть взгляд. Сила Внушателя определяется количеством людей, которым он одновременно может что-то внушить, а также насколько детальны внушаемые воспоминания. Глаза Внушателей показывают их уровень силы, к примеру, зрачки Генри Карвера расширяются во весь глаз, что показывает, насколько он силён.
Нюхачи умеют находить людей по запаху их вещей, отыскивать их даже по тем вещам, которые люди потеряли много лет назад. Отдельные Нюхачи способны узнавать историю и привычки хозяина вещей. Некоторые могут даже определить точное местонахождение человека, буквально увидев его на расстоянии. Большинство Нюхачей работает службистами.
Кровопуски обладают мощной силой голоса. Голос Кровопусков обладает разрушительной силой, способной разбивать стекла, уничтожать мелких животных, пробивать конструкции и даже взрывать человеческий мозг. В фильме они представлены как члены «триад» Гонконга.
Тени обладают особым даром, не влияющим на простых людей, но влияющим на экстрасенсов. Объекты, которые Тени берут под опеку (люди, здания или предметы), становятся невидимыми и необнаруживаемыми для Нюхачей и Провидцев. В фильме друг Ника по прозвищу Мизинец способен укрыть человека в радиусе пяти метров, но только от нюхачей. Позже встречается более сильная Тень, ею оказывается пожилая китаянка, накрывшая тенью целое здание, где и хранился чемодан.
Преобразователи способны менять внешний вид неодушевлённых объектов. Спустя некоторое время внешний вид возвращается. К примеру, друг Ника Хук одним движением руки превращает простую бумажку в банкноту, крохотную серьгу в бусину, а также удостоверения личности и кейсы, цвет и размер которых он изменяет.
Целители могут быстро привести в порядок даже умирающего человека. Тереза очень болезненно лечит Ника после нападения кровопусков. Судя по всему, она могла легко и с теми же мучениями вернуть его в исходное состояние.
Также в фильме встречается персонаж, обладающий способностью к стиранию памяти, причём в точно оговорённых временных промежутках.

## Реакция кинокритики
Фильм был отрицательно принят прессой. На сайте Rotten Tomatoes только 24 % из 127 рецензентов дали картине положительный обзор. Metacritic, на базе 21 обзора, выставил фильму рейтинг 36 баллов из 100 возможных.

## Кассовые сборы
В первый уик-энд картина собрала $10 079 109 в 2313 кинотеатрах США. К ноябрю 2010 года фильм заработал $48 858 618, а на продаже DVD в США — $16 285 488. Таким образом, он окупил производственный бюджет в $38 000 000.

## Дата релиза на DVD
Фильм был выпущен на DVD и Blu-Ray 7 июля 2009 года.

## Саундтрек
Неофициальный саундтрек
| Исполнитель                            | Название                  |
| -------------------------------------- | ------------------------- |
| The Kills                              | What New York Used To Be  |
| Yin Xiangjie                           | The Love of Boat Trackers |
| Radio Citizen and Bajka                | The Hop                   |
| Working For Nuclear Free City          | Rocket                    |
| Neil Davidge                           | Original music for Push   |
| UNKLE                                  | Glow                      |
| Daniele Benatie and Fernando Paterlini | Everybody Ciao            |
| South Rakkas Crew                      | Elevator China            |
| The Notwist                            | Consequence               |
| South Rakkas Crew                      | China Funk                |
| The Old Ceremony                       | Bao Qian                  |
| Jiang Xianwei                          | A Visit To Suzhou         |